# Kościół św. Franciszka z Asyżu w Tczewie
Kościół świętego Franciszka z Asyżu w Tczewie – rzymskokatolicki kościół parafialny należący do parafii pod tym samym wezwaniem (dekanat tczewski diecezji pelplińskiej). Świątynia znajduje się na osiedlu Górki.
Jest to czwarty co do kolejności powstania kościół w mieście. Budowa świątyni została rozpoczęta w 1991 roku. Kościół poświęcił w dniu 23 września 2012 roku arcybiskup Henryk Muszyński.